# فرانسیلودو سانتوس
فرانسیلودو سانتوس (انگلیسی: Francileudo Santos؛ زادهٔ ۲۰ مارس ۱۹۷۹) یک بازیکن فوتبال اهل برزیل است.
وی همچنین در تیم ملی فوتبال تونس بازی کرده‌است.